# 馬里波爾猶太會堂

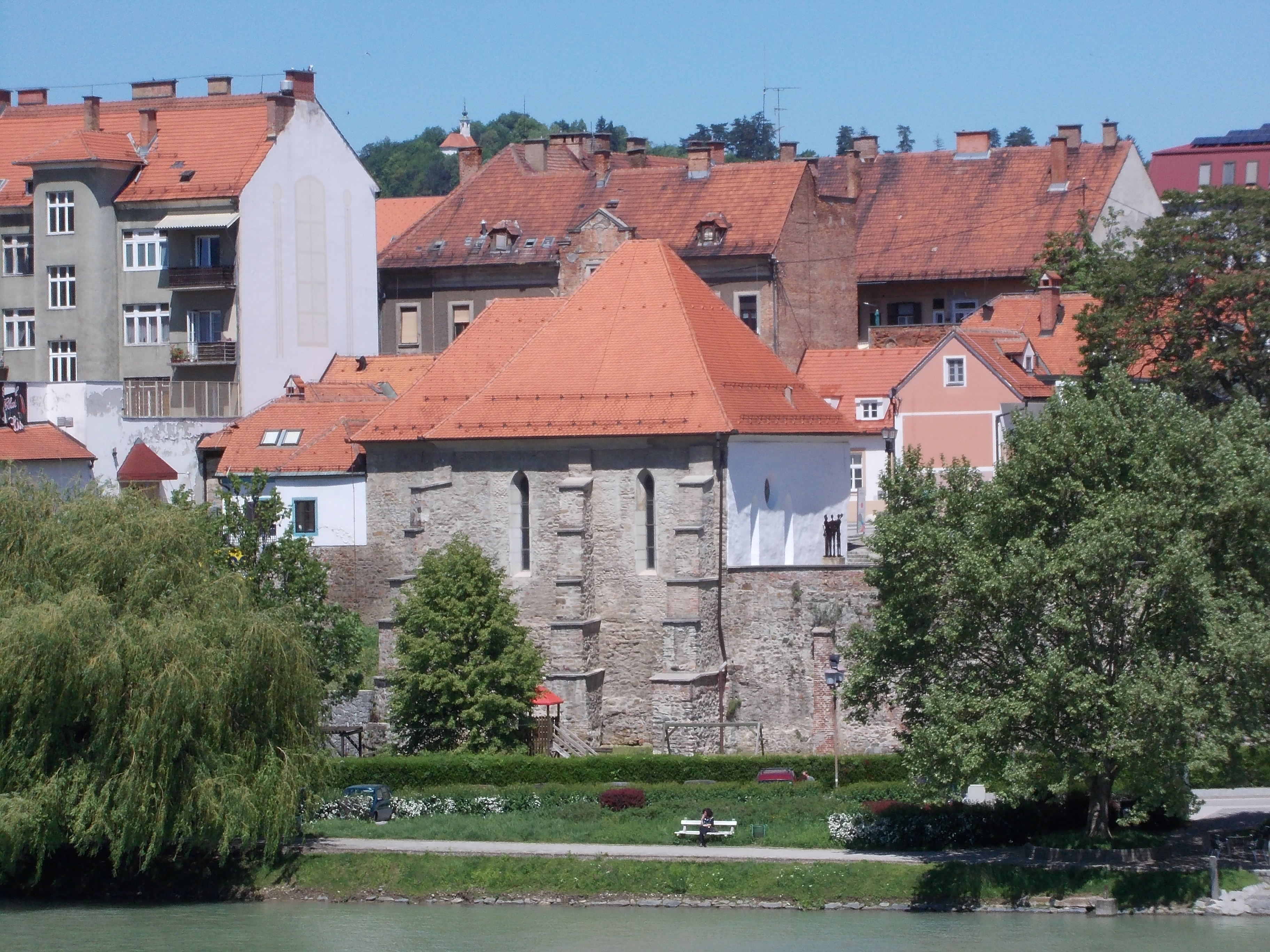

馬里波爾猶太會堂是斯洛維尼亞城市馬里波爾的一座建築，曾作為猶太會堂使用，現在作為博物館使用。馬里波爾猶太會堂第一次被提及是在1354年。2015年開始，這座猶太會堂成為斯洛維尼亞的文化紀念碑。

## 外部連結
官方网站
46°33′24.34″N 15°38′51.92″E / 46.5567611°N 15.6477556°E
1. ↑  Janez and Anja Premk, Mariborska sinagoga, ZRC SAZU, Ljubljana 2015
2. ↑  . （原始内容存档于2021-04-19）. （页面存档备份，存于）